# (35006) 1979 ON8
(35006) 1979 ON8 est un astéroïde de la ceinture principale d'astéroïdes de 4,940 km de diamètre découvert en 1979.

## Description
(35006) 1979 ON8 a été découvert le 24 juillet 1979 à l'observatoire de Siding Spring, situé près de Coonabarabran, en Nouvelle-Galles du Sud, en Australie, par Schelte J. Bus.

### Caractéristiques orbitales
L'orbite de cet astéroïde est caractérisée par un demi-grand axe de 2,64 ua, un périhélie de 2,15 ua, une excentricité de 0,19 et une inclinaison de 10,62° par rapport à l'écliptique. Du fait de ces caractéristiques, à savoir un demi-grand axe compris entre 2 et 3,2 ua et un périhélie supérieur à 1,666 ua, il est classé, selon la JPL Small-Body Database, comme objet de la ceinture principale d'astéroïdes.

### Caractéristiques physiques
(35006) 1979 ON8 a une magnitude absolue (H) de 14,5 et un albédo estimé à 0,126, ce qui permet de calculer un diamètre de 4,940 km.Ces résultats ont été obtenus grâce aux observations du Wide-Field Infrared Survey Explorer (WISE), un télescope spatial américain mis en orbite en 2009 et observant l'ensemble du ciel dans l'infrarouge, et publiés en 2015 dans un article présentant les résultats concernant 7 956 astéroïdes.